# Ferrovia Saronno-Laveno
La ferrovia Saronno-Laveno è una linea ferroviaria italiana di proprietà regionale che collega Saronno a Laveno-Mombello, e permette di servire le aree lombarde comprese fra Milano, Varese ed il Lago Maggiore.
La ferrovia e le sue stazioni sono gestite da Ferrovienord. Il servizio passeggeri regionale è svolto da Trenord, sui percorsi Laveno Mombello Nord-Saronno-Milano Nord Cadorna e Varese Nord-Saronno-Milano Nord Cadorna.

## Storia
| Tratta               | Inaugurazione  |
| -------------------- | -------------- |
| Saronno-Vedano Olona | 17 aprile 1884 |
| Vedano Olona-Malnate | 14 agosto 1884 |
| Malnate-Varese       | 29 giugno 1885 |
| Varese-Laveno        | 5 luglio 1886  |

La ferrovia sorse a metà degli anni ottanta del XIX secolo dalla volontà della Provincia di Como di unire il capoluogo alla parte occidentale del territorio provinciale, a quel tempo comprendente anche parte dell'attuale Provincia di Varese. Nel 1881, la Deputazione provinciale presentò al Ministero dei lavori pubblici il progetto di due strade ferrate: una che collegasse Como a Varese e a Laveno-Mombello, l'altra che derivasse dal tracciato della precedente nei pressi di Malnate e che scendesse verso Saronno presso l'omonima stazione ferroviaria della linea per Milano, gestita dalla Società Anonima per le ferrovie Milano-Saronno e Milano-Erba.
La convenzione per la costruzione e l'esercizio della linea alla Provincia di Como fu approvata con Regio Decreto 16 febbraio 1882, n. 670. Il 16 novembre dello stesso anno l'ente provinciale cedette la concessione alla Società Anonima Ferrovie Provinciali Comasche che cominciò i lavori di costruzione. Il 17 aprile 1884 fu aperto il tronco Saronno-Vedano Olona, della Saronno-Malnate, la quale fu inaugurata il 14 agosto 1884. Il 30 maggio 1885, una convenzione fra Provincia di Como e la società di capitale belga Società Anonima delle Ferrovie del Ticino (SFT), sanciva il passaggio delle concessioni a quest'ultima società.
I lavori della Como-Varese-Laveno proseguirono sotto la direzione di questa società. Il 29 giugno 1885 fu aperto il tratto fra Malnate e la stazione di Varese Nord, completando il collegamento ferroviario con Saronno, il 24 settembre dello stesso anno fu aperto il tronco Malnate-Como, mentre l'intera linea fu inaugurata il 5 luglio 1886.
Le Ferrovie Nord Milano assunsero l'esercizio diretto delle due concessioni il 3 luglio 1888 dopo che fu approvata con la Provincia di Como e la SFT una convenzione che consentiva il passaggio di gestione.
Le due linee furono concepite e costruite a singolo binario. Tra il 1926 e il 1927, la FNM decise di potenziare la Saronno-Malnate, raddoppiando il binario. Nel 1928 il ponte di Malnate, originariamente in ferro, fu sostituito dall'attuale in calcestruzzo.
L'elettrificazione a 3000 Volt a corrente continua della linea fu effettuata nel dopoguerra: il 14 dicembre 1948 fu elettrificato il tronco Malnate-Varese, il 4 marzo 1950 toccò al Saronno-Tradate, mentre il mese successivo si conclusero i lavori fra Tradate e Malnate. Il tratto Varese-Laveno fu completato l'11 aprile 1950.
La linea Grandate-Malnate fu soppressa il 31 luglio 1966 e successivamente disarmata. Da quel momento, la Laveno-Malnate non fu più utilizzata per il traffico proveniente o destinato alla città lariana.
Nel 1972, la ferrovia, come tutte le linee concesse alle Ferrovie Nord Milano, fu riscattata dalla Stato che ne divenne proprietario, tuttavia la società milanese mantenne la concessione per l'esercizio della strada ferrata e del servizio ferroviario fino all'anno 2000. In quell'anno, il Decreto Dirigenziale n. 2339/2000 del Ministero dei trasporti e della navigazione ha rinnovato la concessione fino al 17 marzo 2016. In adeguamento al principio di sussidiarietà, la proprietà della ferrovia è stata trasferita negli ultimi anni dallo Stato alle Regione Lombardia.
Nel 2009 sì studiò il raddoppio del tratto Malnate-Varese, che tuttavia non ebbe alcun seguito.
Nel dicembre 2020 furono presentati i progetti fattibilità per i raddoppi delle tratte Cittiglio-Gemonio e Morosolo-Barasso e quello relativo alla modifiche della stazione di Varese Nord.
L'11 luglio 2025 iniziarono i lavori per il raddoppio del tratto Cittiglio-Gemonio.

## Caratteristiche
La linea ferroviaria è totalmente elettrificata a 3000 V in corrente continua, ed è gestita da Ferrovienord.
La ferrovia è a doppio binario da Saronno a Malnate, mentre è a binario singolo da Malnate a Laveno.
Nella stazione di Laveno Nord è presente un raccordo ferroviario che collega la stazione con quella di Laveno, gestita da RFI e posta sulle linee Luino-Oleggio e Luino-Milano.
Sull'intera linea vige il regime di blocco automatico a correnti codificate; sull'intera tratta è presente il SCMT: i lavori sono stati completati nell'ottobre del 2019 con l'attivazione del SST nella tratta Malnate-Laveno.
La circolazione è regolata dal DCO di Varese Nord.

## Percorso
| Continuation backward |

|  | Unknown route-map component "ABZg+l" | Unknown route-map component "CONTfq" |

| Station on track |

|  | Unknown route-map component "ABZgl" | Unknown route-map component "CONTfq" |

| Unknown route-map component "CONTgq" | Unknown route-map component "ABZgr" |  |

| Unknown route-map component "SKRZ-Au" |

| Stop on track |

| Stop on track |

| Unknown route-map component "SKRZ-Ao" |

| Small bridge over water |

| Unknown route-map component "uexCONTr+f" | Straight track |  |

| Unknown route-map component "uexKBHFe" | Stop on track |  |

| Small bridge over water |

| Stop on track |

| Stop on track |

| Station on track |

| Stop on track |

| Unknown route-map component "HSTeBHF" |

| Stop on track |

| Unknown route-map component "exCONTgq" | Unknown route-map component "eABZg+r" |  |

| Small bridge over water |

| Station on track |

| Unknown route-map component "dWASSERq" | Unknown route-map component "hKRZWa" | Unknown route-map component "dWASSERq" |

| Unknown route-map component "CONTgq" | Unknown route-map component "exSTRq" + Unknown route-map component "cSTRq" + Unknown route-map component "MSTR" + Unknown route-map component "lhSTRe@f" + Straight track | Unknown route-map component "exCONTfq" |

| Enter and exit short tunnel |

| Unknown route-map component "hSTRae" |

| Unknown route-map component "hSTRae" |

| Unknown route-map component "CONTgq" | Unknown route-map component "KRZu" | Unknown route-map component "STR+r" |

|  | Station on track | Straight track |

|  | Unknown route-map component "STRu" | Station on track |

|  | Unknown route-map component "eKRWgl" | Unknown route-map component "eKRWg+r" |

|  | Straight track | Unknown route-map component "CONT2+g" |

| Enter and exit short tunnel |

| Station on track |

| Unknown route-map component "uexCONTgq" | Unknown route-map component "emKRZo" | Unknown route-map component "uexCONTfq" |

| Stop on track |

| Small bridge over water |

| Station on track |

| Unknown route-map component "uexCONTgq" | Unknown route-map component "emKRZu" | Unknown route-map component "uexCONTfq" |

| Unknown route-map component "HSTeBHF" |

| Stop on track |

| Station on track |

| Small bridge over water |

| Unknown route-map component "HSTeBHF" |

| Small bridge over water |

| Unknown route-map component "uexCONTr+f" | Straight track |  |

| Unknown route-map component "uexKBHFe" | Station on track |  |

| Unknown route-map component "CONTgq" | Unknown route-map component "KRZu+k2" | Unknown route-map component "kABZq+3" + Unknown route-map component "lCONTf@Fq" |

| Unknown route-map component "kABZg+1" |

| Pier | End station |  |

### Da Saronno a Varese
Il capolinea meridionale della linea ferroviaria è posto presso la stazione di Saronno nel piazzale binari della quale si congiungono la Milano-Saronno, la Saronno-Novara, la Saronno-Seregno e la Saronno-Como.
Proseguendo verso settentrione, la linea si separa da quelle verso Como, Novara e Malpensa all'uscita nord della stazione di Saronno, in cui i treni verso Laveno partono dal binario 4 e quelli provenienti dalla cittadina sul Lago Maggiore arrivano al binario 3.
Da Saronno a Malnate, la ferrovia attraversa le campagne ed è perlopiù rettilinea. Il limite di velocità in questo tratto non è mai superiore a 90 km/h, a causa della presenza di numerosi passaggi a livello. Lasciata Saronno, essa giunge dopo qualche chilometro alla stazione di Gerenzano-Turate, per poi continuare in rettilineo fino a Cislago. La stazione di Mozzate è preceduta da una curva e la stazione stessa è posizionata in curva.
La linea tocca poi le stazioni di Locate Varesino-Carbonate, Abbiate Guazzone e Tradate, questa situata nei pressi di una doppia curva. Superata Tradate, la ferrovia prosegue verso Venegono Inferiore, Venegono Superiore e Vedano Olona. Dopo quest'ultima località, la linea affronta una doppia curva piuttosto stretta, al termine della quale si può tuttora notare il vecchio tracciato proveniente da Grandate, appartenente alla dismessa ferrovia Varese-Como. La stazione di Malnate, situata anch'essa in curva, ha tre binari per il servizio viaggiatori e due utilizzati per il ricovero di mezzi della manutenzione. Dopo quest'ultima stazione, superato il passaggio a livello con una deviata da 60 km/h, termina la tratta a doppio binario ed inizia quella a singolo. Il limite di velocità si riduce a 70 km/h fino a Varese.
Poco dopo Malnate, la ferrovia affronta il viadotto sull'Olona. Questa infrastruttura è l'opera d'arte principale della linea e sovrasta il fiume omonimo e la ferrovia della Valmorea, ad oggi dismessa sebbene utilizzata solo a scopi turistici nel tratto da Malnate fino a Mendrisio.
La linea prosegue percorrendo un tratto piuttosto tortuoso, a metà costa, scendendo verso Varese al 12 per mille attraversando il quartiere di Belforte e giungendo nella stazione di Varese Nord. Questa è posta nel centro della città nei pressi della stazione gestita da RFI.

### Da Varese a Laveno
Dalla stazione di Varese Nord, proseguendo in direzione di Laveno-Mombello, si sottopassa piazzale Trieste e si percorre un tratto in trincea, fino ad imboccare la galleria San Pedrino, che ha subito nell'estate del 2006 importanti lavori di ristrutturazione. Dopo aver attraversato l'abitato di Varese, si giunge alla Stazione di Varese-Casbeno, situata nell'omonimo quartiere.
A questo punto la linea lascia l'urbanizzazione alle spalle e diventa piuttosto tortuosa, perdendo quota per indirizzarsi verso Gavirate. Dopo una serie di curve piuttosto strette, si giunge alla fermata di Morosolo-Casciago, per poi scendere attraverso i boschi fino a Barasso-Comerio, stazione d'incrocio per tutti i treni regionali che percorrono la sezione Laveno-Varese. Da Barasso prima di giungere a Gavirate è possibile ammirare il panorama sul Lago di Varese. Dopo una brusca curva si giunge alla stazione di Gavirate.
La linea attraversa successivamente il paese, incontrando la fermata di Gavirate Verbano costruita per servire il distretto scolastico. Essa prosegue la discesa verso Cocquio-Trevisago, stazione dotata di doppio binario. Da questa località la ferrovia procede in piano fino a Gemonio e si scende fino a Cittiglio, di fronte alla cui stazione sorgeva, fra il 1914 e il 1949 il capolinea della tranvia della Valcuvia; da qui la linea corre alle falde dell'imponente Sasso del Ferro parallelamente alla strada.
L'ultimo tratto prima di Laveno è piuttosto ripido, sedici per mille: si sottopassa la linea RFI Novara–Pino e si entra nella stazione di Laveno Mombello Lago, situata a pochi metri dal Lago Maggiore e dotata di cinque binari per il servizio viaggiatori e di un paio di binari per il ricovero dei treni.

## Traffico
La linea è percorsa dai treni regionali Milano-Saronno-Varese, dai treni regionali Milano-Saronno-Varese-Laveno, dai treni regionali espressi Milano-Saronno-Varese-Laveno che effettuano tutte le fermate fra Laveno e Malnate, fermando poi solo a Tradate e Saronno.